# Primærrute 34
De Primærrute 34 is een hoofdweg in Denemarken. De weg loopt van Herning naar Skive. De Primærrute 34 loopt over het schiereiland Jutland en is ongeveer 47 kilometer lang.